# Benito Juárez, Ayala
Benito Juárez är en ort i Mexiko.   Den ligger i kommunen Ayala och delstaten Morelos, i den sydöstra delen av landet, 80 km söder om huvudstaden Mexico City. Benito Juárez ligger 1 223 meter över havet och antalet invånare är 346.
Terrängen runt Benito Juárez är kuperad åt sydväst, men åt nordost är den platt. Runt Benito Juárez är det ganska tätbefolkat, med 222 invånare per kvadratkilometer. Närmaste större samhälle är Cuautla Morelos, 6,1 km norr om Benito Juárez. Omgivningarna runt Benito Juárez är en mosaik av jordbruksmark och naturlig växtlighet.